# Francisco Copons y Navia
Francisco de Paula María Baso Copons y Navia, né le 21 août 1764 à Malaga et mort le 18 septembre 1842 à Madrid, est un militaire et homme politique espagnol.

## Carrière militaire
Ayant étudié les mathématiques à l'académie de El Puerto de Santa María à Cadix, il entre dans l'armée comme cadet en 1784. Il participe à la guerre de 1793-1795 contre la France et à la guerre d'indépendance espagnole de 1808-1814. Il se distingue à la bataille de Bailén en 1808 puis au siège de Tarifa en 1811-1812. En février 1814, il est nommé capitaine général de Catalogne et établit un cessez-le-feu avec le maréchal Suchet qui commande les troupes françaises en Catalogne.

## Carrière politique
En mars 1814, Le général Copons reçoit le roi Ferdinand VII d'Espagne libéré de sa captivité en France. Copons s'étant montré favorable à la constitution de Cadix que le roi veut abolir, celui-ci fait arrêter le général à Bayonne dans la nuit du 4 au 5 juin 1814. Copons, détenu à Sigüenza, passe en justice. Il est finalement libéré le 9 avril 1816.
En mai 1818, Copons est nommé gouverneur civil et militaire de Barcelone. Pendant les événements de 1820-1823, Copons est de nouveau destitué en 1820 lors de l'insurrection du général Rafael del Riego. Réhabilité par la victoire de la junte libérale, il est nommé gouverneur civil de Madrid le 9 juin 1821 et favorise l'activité des clubs libéraux. Le 7 août 1822, il est nommé capitaine général de Nouvelle-Castille. Le 1er février 1823, il réprime un soulèvement absolutiste à Séville.
Ferdinand VII, qui avait dû consentir au rétablissement de la constitution de 1812, reçoit le soutien d'une expédition militaire française envoyée par Louis XVIII, roi de France : celle-ci lui permet de restaurer l'absolutisme en octobre 1823. Copons, victime de la réaction absolutiste, est de nouveau disgracié, destitué de ses fonctions et perd la vue. Il est amnistié en 1827, rétabli dans son grade de lieutenant général en 1833 et honoré du titre de comte de Tarifa (es) en 1836.

### Sources et bibliographie
- (es) Cet article est partiellement ou en totalité issu de l’article de Wikipédia en espagnol intitulé « Francisco Copons y Navia » (voir la liste des auteurs) dans sa version du 18 juin 2016.